# کلیو ویت
 کلیو ویت  (به انگلیسی: Clive White) (زاده ۲ مه ۱۹۴۰) داور سابق اهل انگلستان است.
وی داوری را از دهه ۱۹۷۰ شروع کرده و از سال ۱۹۷۸ تا ۱۹۸۲ میلادی در لیست داوران فیفا قرار داشته‌است.